# 辻堂諏訪神社例大祭
辻堂諏訪神社例大祭（つじどうすわじんじゃれいたいさい）は、神奈川県藤沢市辻堂元町の辻堂諏訪神社で開催される祭り。

## 神社の沿革
- 1159年（平治1年）創建、信濃国の諏訪大社上下両社の分神（諏訪大明神）を祀り、辻堂のお諏訪様と呼ばれている。
- 1873年（明治6年）の神仏分離により、辻堂村社から辻堂総鎮守になった。

## 祭礼行事概要
- 宮神輿は台座87cm、4天棒で、箪笥金具付きドッコイ担ぎ（宮入は二天棒でドッコイ担ぎ）。
- 睦神輿は台座124cmで、二天棒ドッコイで宮出し後は別渡御。
- 睦は役員宅前で鎮座して、連合宮入時に再度担がれる。
- 人形山車（藤沢市有形民俗重要文化財）毎年例大祭の7月26日・27日に曳航。
- 人形は東町の源頼朝。西町の源義家。南町（宮元）の武内宿禰。北町の神功皇后人形の四基[2]。

## 期日
毎年 7月23日、26日・27日

## 場所
- 〒251-0043 藤沢市辻堂元町3-15-15 辻堂諏訪神社

## アクセス
- JR東日本東海道線・辻堂駅より徒歩10分